# Reykjahlíð
Reykjahlíð er en islandsk bygd med ca. 200 indb. som ligger ved Mývatn Myggesøen i det nordøstlige Island, ca 50 km syd for Húsavík og 165 km nordøst for Egilsstaðir. Reykjahlíð er administrationscenter for Skútustaðir kommune, der 2005 havde 410 indbyggere.
Selvom Reykjahlíð befinder sig i højlandet, har bygden altid haft relativt mange indbyggere, hvilket formodentlig skyldes søens rige dyreliv. I nærheden af bygden har man fra 1960 til 1990 af molerslam udvundet moler. Af miljømæssige årsager blev værket med 100 arbejdspladser lukket.
Før i tiden ernærede indbyggerne sig ved landbrug og fiskeri. I nyere tid har bygden udviklet sig til servicecentrum med campingplads, hoteller, restauranter m.m. for de mange turister, der hvert år besøger Mývatn-området.
Bygdens huse blev ved vulkanudbrud fra vulkanen Krafla 1724-29 og 1746 ødelagt. Heldigvis var alle indbyggerne hver gang forsamlet i den lidt højere liggende kirke, mens en kraftig lavastrøm ødelagde samtlige huse. Den nuværende kirke, der blev indviet 1962, ligger på det samme sted. Myten beretter, at præsten i Reykjahlíð med bøn stoppede den strømmende lava.
I nærheden af Reykjahlíð findes der en hule med varmt, geotermisk vand. En
underjordisk lavastrøm har imidlertid opvarmet vandet til 100 grader, så badning ikke mere er mulig. Et naturbad med varmt geotermisk vand og helbredende mineraler åbnede 2004 i nærheden af Reykjahlíð.

## Billedgalleri
- Reykjahlíð kirke
- Reykjahlíð
- Landskab ved Námaskard nær Reykjahlíð
- Geotermisk kedel nær Reykjahlíð